# We shall overcome
«We shall Overcome» (En español, Venceremos) es una canción de protesta que se convirtió en un himno del Movimiento por los derechos civiles en Estados Unidos. Las estrofas derivan de una canción gospel compuesta por el Reverendo Charles Tindley. Pete Seeger la popularizó al convertirla en una balada de folk. Desde que adquirió renombre ha sido usada en una gran variedad de protestas mundiales.

## Orígenes
Se ha afirmado aunque es controvertido que el título derive de un gospel compuesto en 1901 por Charles Tindley en Filadelfia. Tindley era ministro de una Iglesia episcopal metodista africana quien compuso una gran cantidad de himnos y letras. La letra se combinó con la melodía original de Tindley tiempo después. Las nuevas letras tuvieron en común la frase "We shall overcome some day". 
En 1946, en Charleston, Carolina del Sur, los empleados de American Tobacco Company, mujeres afroamericanas principalmente, estaban cantando temas de protesta durante una huelga. Una mujer llamada Lucille Simmons cantó una versión lenta del tema con el ritmo de otra canción. Zilphia Horton, la esposa del cofundador de la Escuela de Highlander Centers, quien se encontraba en el lugar aprendió la letra y se la transmitió a Pete Seeger el año siguiente.

## Versión popularizada

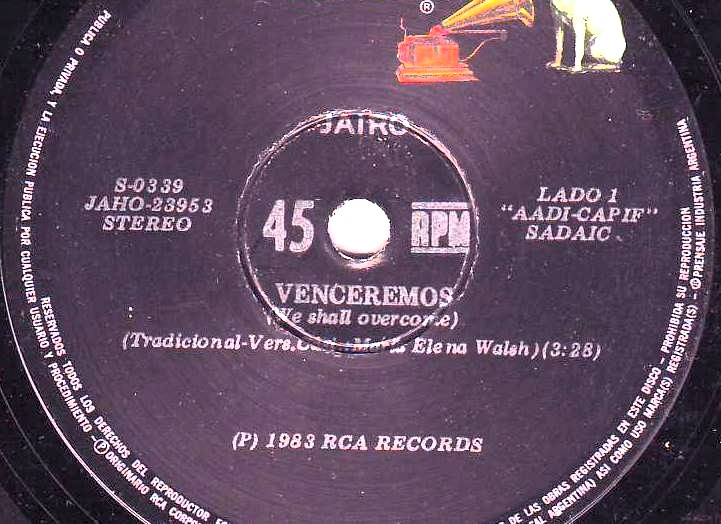
Vinilo simple con la versión interpretada por el cantautor argentino Jairo.

Desde 1969, la canción fue a menudo asociada con Joan Báez, quien la grabó e interpretó en gran número de marchas a favor de los derechos civiles y, años después, en el Festival de Woodstock de 1969.
El 15 de marzo de 1965 el presidente estadounidense Lyndon Johnson usó la frase We shall overcome en un discurso ante el congreso.
La Asociación de Derechos Civiles de Irlanda del Norte usó la frase durante sus marchas; incluso tituló a su autobiografía retrospectiva "We Shall Overcome - The History of the Struggle for Civil Rights in Northern Ireland 1968-1978". La película Bloody Sunday muestra al líder de la manifestación Ivan Cooper cantando una versión abreviada del tema antes de que comenzara el tiroteo.
En mayo de 1974, la canción Venceremos, en su versión castellana, fue entonada por la multitud que rindió honores en la Parroquia Cristo Obrero de la Villa 31 de la ciudad de Buenos Aires, al Padre Carlos Mugica, sacerdote que había asumido la Opción por los Pobres y que el 11 de mayo de 1974 fue asesinado.
El cantante argentino Jairo interpretó su versión del tema, durante el acto de cierre de la campaña de Raúl Alfonsín como candidato a la presidencia, en la Avenida 9 de Julio el 26 de octubre de 1983, hacia el final de la última dictadura militar que gobernó ese país.
Bruce Springsteen interpretó este tema en Oslo el 22 de julio de 2012 en el concierto de homenaje a las víctimas de los Atentados de Noruega de 2011.
Roger Waters, exmiembro de la banda de rock británica, Pink Floyd, subió un vídeo a su cuenta oficial de Twitter, el 24 de febrero de 2019,  donde le dedica esta canción al pueblo de Venezuela, amenazado con una intervención militar por parte del régimen estadounidense que dirige Donald Trump, en contra del cual se hizo el concierto 'Para la guerra nada', en el estado venezolano de Táchira, el viernes, 22 de febrero de 2019.
Karamelo Santo la banda de rock argentina internacional, interpretó una versión en español de este tema en Venceremos su álbum del año 2021. Cuya letra fue traducida por María Elena Walsh.